# St. Vitus (Eholfing)

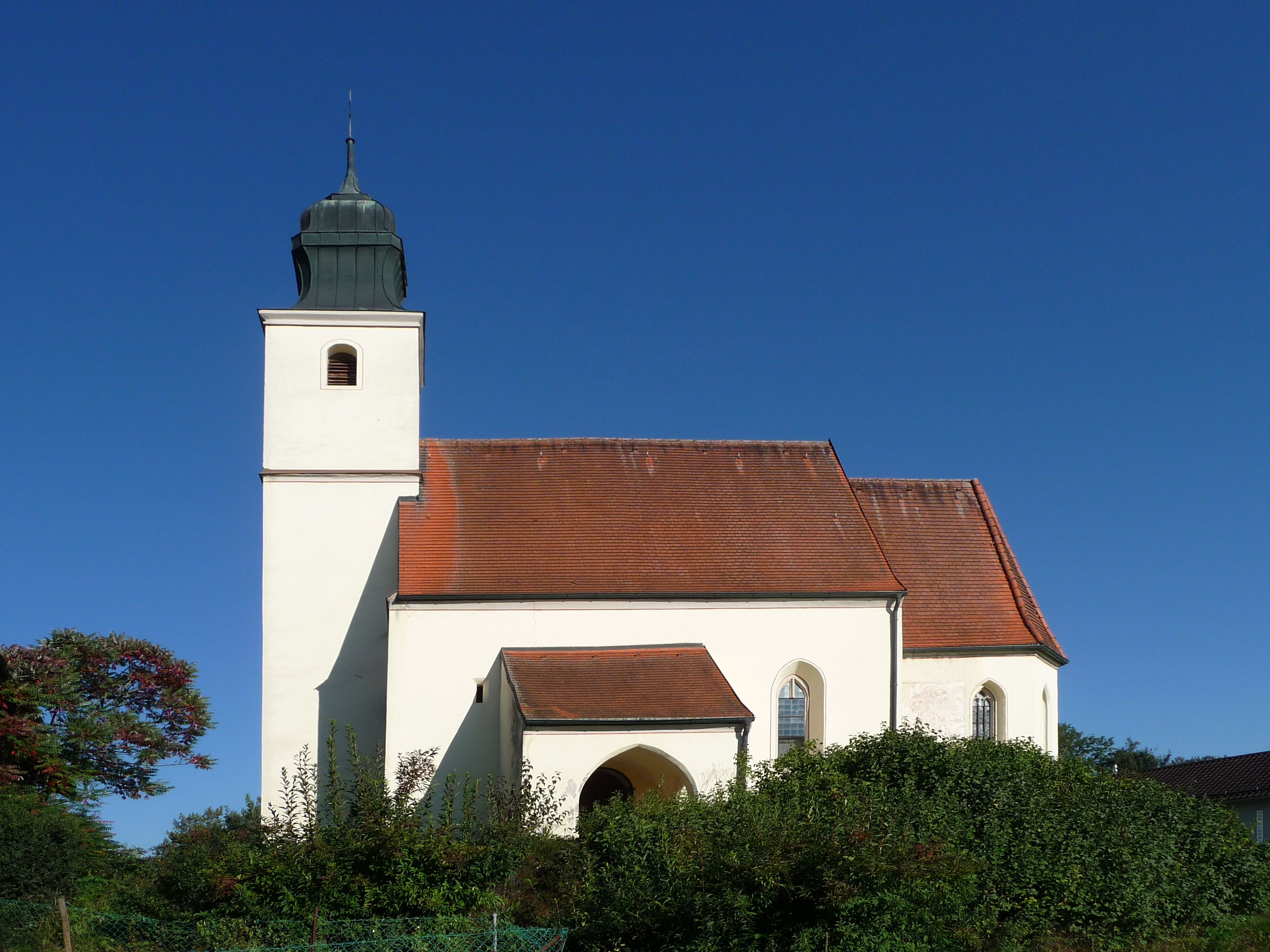
St. Vitus in Eholfing

Die römisch-katholische Filialkirche St. Vitus steht in Eholfing, einem Gemeindeteil des Marktes Ruhstorf an der Rott im niederbayerischen Landkreis Passau. Sie ist in der Liste der Baudenkmäler in Ruhstorf an der Rott unter der Nummer D-2-75-145-15 eingetragen. Die Kirche gehört zum Dekanat Pocking im Bistum Passau.

## Beschreibung
Die gotische Saalkirche besteht aus dem am Ende des 15. Jahrhunderts gebauten Langhaus zu drei Jochen, dem eingezogenen, dreiseitig geschlossenen, spätgotischen Chor zu einem Joch mit Fünfachtelschluss im Osten, einer Sakristei an der Nordwand des Chors und dem Fassadenturm mit Zwiebelhaube im Westen. Ein offener Vorbau an der Südwand des Langhauses führt zum Portal.